# باشگاه فوتبال اولسان سیتیزن
باشگاه فوتبال اولسان سیتیزن (به کره‌ای: 울산 시민 축구단) یک باشگاه فوتبال در شهر اولسان در کشور کره جنوبی می‌باشد که در کی لیگ ۳ بازی می‌کند.